# Aurélien Wiik
Aurélien Wiik (* 24. září 1980, Luc-sur-Mer) je francouzský herec. Jeho matkou byla francouzská herečka Françoise Deldick a otec pocházel z Norska. Svou první roli dostal v roce 1994 ve filmu Cache cash režiséra Claude Pinoteaua a později hrál v řadě dalších filmů. V roce 2005 byl představen film Rue des vertus, který Wiik režíroval. Vedle filmové kariéry rovněž hrál v televizních seriálech a divadelních hrách.

## Filmografie
- Cache cash (1994)
- Chaos (2001)
- Vše o orgasmu (2004)
- Arsène Lupin - zloděj gentleman (2004)
- À Travers la forêt (2005)
- Tu vas rire, mais je te quitte (2005)
- Hranice smrti (2007)
- Dcera je nevinná (2007)
- Ochrana státu (2008)
- Muž a jeho pes (2008)
- Spravedlivý (2011)